# أمر تقييد الحركة في ماليزيا 2020
يشير أَمْر تَقْيِيد الحَرَكَة في ماليزيا 2020 (بالملايوية: Perintah Kawalan Pergerakan Malaysia 2020) إلى الحزام الصحي الذي فرضته الحكومة الفيديرالية الماليزية كإجراء وقائي لمواجهة خطر جائحة فيروس كورونا 2019–20. وبدأ العمل بهذا الأمر في بتاريخ 18 مارس 2020، وبمُوجبه فُرِض «تقييد الحركة» في مختلف أرجاء البلاد. واشتهر هذا الإجراء في بعض وسائل الإعلام المحلية والعالمية تحت تسمية «العزل في ماليزيا» أو «العزل الجزئي في ماليزيا».

## سياسات العزل والإغلاق في ماليزيا
في الـ10 مساءًا (ت ع م+08:00) يوم 16 مارس، ألقى رئيس الوزراء الماليزي محيي الدين ياسين خطابًا تلفازيًّا أعلن فيه رسميًّا عن الأنشطة التي سَتُمْنَع بموجب قانون الوقاية والسيطرة على الأمراض لعام 1968م وقانون الشرطة لعام 1967.
| # | المحتوى |
| - | --- |
| 1 | المنع التَّام لجميع الحركات ومظاهر التجمع عبر البلاد، ويتضمّن ذلك النشاطات الدينية، والرياضية، والاجتماعية، والثقافية. ولتنفيذ هذا المنع يجب إغلاق جميع منشآت العبادة والأعمال باستثناء محلات السوبرماكت، والأسواق العامة، والبقالات، والأماكن التي تبيع الاحتياجات الأساسية. كما تأجلت جميع النشاطات الإسلامية التي تقام في المساجد بما في ذلك صلاة الجمعة، وذلك بناءًا على قرار اتخذه المجلس الوطني للإفتاء بتاريخ 15 مارس بعد الاجتماع الخاص للجنة المُذَاكَرَة. |
| 2 | فرض القيود على جميع أصحاب الجنسية الماليزية المسافرين خارج البلاد. أما العائدين للبلاد حديثًا، فيجب عليهم الخضوع لفحص طبي والبقاء في الحجر الصحي (أو الحجر الذاتي) لمدة 14 يومًا. |
| 3 | فرض القيود على جميع السياح والزوار الأجانب في ماليزيا. |
| 4 | إغلاق جميع حضانات الأطفال، والمدارس الحكومية والخاصة بما في ذلك المدارس اليومية، والمدارس الداخلية، والمدارس الدولية، ومراكز تحفيظ القرآن وجميع المؤسسات التعليمية الأساسية والإعدادية والثانوية. |
| 5 | إغلاق جميع مؤسسات التعليم العالي العامة والخاصة، ومؤسسات التدريب المهني في جميع أنحاء البلاد. |
| 6 | إغلاق جميع المُنْشآت الحكومية والخاصة باستثناء المؤسسات التي تقدم الخدمات الأساسية (المياه، والكهرباء، والاتصالات، والبريد، والمواصلات، الري، والنفط، والغاز، والوقود، ومواد التشحيم، والبثّ، والخدمات المالية والمصرفية، والصحة، والصيدلة، وإدارة الحرائق، والسجون، والموانيء، والمطارات، والسلامة، والدفاع، والتنظيف، وبيع التجزئة، والطعام). |

بدأت الحكومة الماليزية بالعمل بأمر تقييد الحركة رسميًّا يوم 18 مارس. في باديء الأمر قالت الشرطة الملكية الماليزية أن أي أحد يخالف أحكام تقييد الحركة من الممكن أن يتعرّض لعدة أنواع من العقوبات حسب ما يحدده قانون العقوبات في الدولة. وعلى أية حال، ففي 18 مارس نشر مكتب النائب العام إعلانًا فيديراليًّا بخصوص تقييد الحركة، وبيَّن هذا الإعلان أن عقوبة من يخالف قواعد أمر تقييد الحركة ستكون غرامة مالية تصل إلى 1000 رينغيت (229 دولار أمريكي) و/أو سجن تصل مدته إلى ستة أشهر.
وبموجب أمر تقييد الحركة، أصبحت حركة السفر من ولاية لأخرى مسموحةً فقط لمن يستطيع الحصول على تصريح من الشرطة، وللحصول على التصريح يجب أن يكون للشخص أسباب مقنعة للسفر، أما ولاية سراوق فمُنِع السفر إليها مطلقًا حتى مع وجود أسباب؛ ذلك لأن الولاية تتعرض لعملية حجر صحي. وهناك تقارير تفيد بأن مجموعة كبيرة من الناس تواجدت في أقسام الشرطة للحصول على تصريح للسفر قبل بداية العمل بقانون تقييد السفر حتى، مما أثار المخاوف حول انتشار المرض بسبب التجمعات، وهذا أدى إلى أن تلغي الشرطة الملكية قانون تقييد السفر لعدة ساعات حتى إشعار آخر.
وأقامت الشرطة الملكية حواجزًا على الطرقات في كافة أنحاء البلاد طيلة فترة تقييد الحركة، كما أوصَت الماليزيين بالتزام البيوت وإطاعة سياسات تقييد الحركة. وبدايةً من 22 مارس، تحركت القوات المسلحة الماليزية لمساعدة الشرطة الملكية لضمان فعالية أمر تقييد الحركة.
وفي 25 مارس، ظهر رئيس الوزراء محيي الدين ياسين في بث تلفازي ليعلن عن تمديد فترة العمل بأمر تقييد الحركة حتى تاريخ 14 أبريل.
وفي 27 مارس، خضَعَت منطقتان في بلدة سيمبانغ رينغام (Simpang Renggam) الواقعة في ولاية جوهر لأمر تقييد أشد وطأة سمِّيَ «أمر تقييد الحركة المتقدم»، وذلك حتى 9 إبريل. ويعود السبب في هذا القرار للعدد الكبير من الحالات التي تحتويه تلك المنطقتان، حيث أنهما وحدهما تحتويان على 61 حالة مؤكدة. وشملت الإجراءات التي يتضمنها «أمر تقييد الحركة المتقدم» ما يلي: وضع قيود على مغادرة المنازل، وإغلاق جميع القطاعات التجارية، وإغلاق كامل للمنطقتين المنفذ عليهما القرار. وفي 30 مارس، وُضِعَت عدة مناطق في مقاطعة هولو لانغات (Hulu Langat) الواقعة في سلاغور تحت أمر التقييد الجديد أيضًا، وذلك بعد اكتشاف تجمعِ كبير للمرض فيها، وذلك يتضمن وجود 71 حالة في إحدى المدارس.

### فهغ
ابتداءًا بتاريخ 21 مارس وحتى 31 مارس، أوجبت ولاية فهغ المحلات التجارية في بعض المقاطعات على العمل في النهار لمدة أقصاها 12 ساعة، وأن عليها الإغلاق ابتداءًا من السابعة مساءًا حتى السابعة صباحًا. هذا القانون يشمل جميع المحلات التجارية في المقاطعات التالية: كوانتان، بيكان، بينتونغ، جيرانتوت، تيميرلو، وهناك أيضًا مقاطعة كاميرون هايلاندز التي بدأت تطبيق هذا القانون منذ 16 مارس. وبموجب هذا القانون، فإن المحلات التجارية التي سُمِح لها أساسًا بالعمل خلال فترة تقييد الحركة مثل مطاعم الوجبات السريعة، ومطاعم طلبات السيارات، ومحطات الوقود لم يعد مسموحًا لها العمل بين السابعة مساءًا والسابعة صباحًا.

## تأثيرات
قبل إعلان أمر التقييد في ماليزيا، شهدت محلّات السوبرماكت في كل أنحاء البلاد إقبالًا هائلًا ناتجًا عن حالة هلع شرائي، وازداد الطلب على بعض السلع مثل الكمامات الطبية التي نقدت من الأسواق، مما أدى إلى ارتفاع كبير في الأسعار. وللرد على ذلك، أجرى رئيس الوزراء خطابًا تلفازيًّا في 16 مارس أكد فيه أن إمدادات الطعام، والاحتياجات الأساسية اليومية، ومستلزمات الرعاية الطبية (التي تتضمن الكمامات) كانت كافيةً في كل أنحاء البلاد ليس بها نقص، أي أن نفاد البضائع من السوق كان بسبب الهلع الشرائي وليس بسبب قلة الإمدادات، كما أضاف أن وزير التجارة المحلية وشؤون المستهلكين سَيُشْرِف على إمدادات الطعام والاحتياجات اليومية للناس خلال فترة إغلاق الأسواق بسبب أمر التقييد.

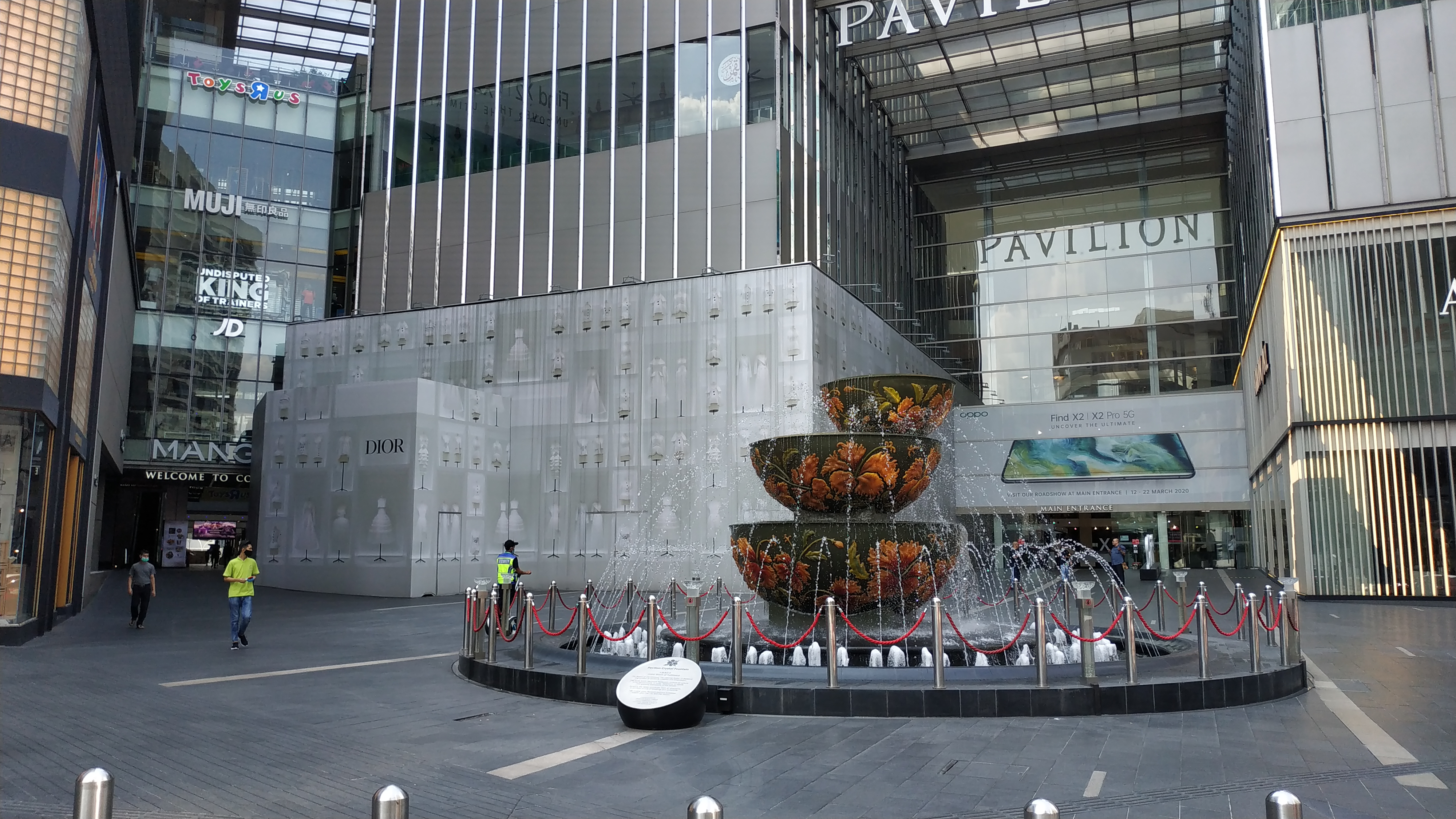
ساحةٌ تواجه مركز خيمة كوالالمبور (Pavilion Kuala Lumpur) التجاري بتاريخ 20 مارس 2020، خلال فترة تنفيذ أمر تقييد الحركة.

واندفع الكثير من السنغافوريّين والماليزيّين الذين يعملون في سنغافورة نحو نقاط الهجرة أملًا في الرجوع إلى سنغافورة قبل تفعيل أمر التقييد الذي سيمنعهم من السفر خارج ماليزيا. وهناك العديد من سائقي الحافلات الماليزيين الذين يسافرون إلى سنغافورة كل يوم لممارسة عملهم، هؤلاء لن يكونوا قادرين على السفر بعد تنشيط أمر تقييد الحركة؛ بالتالي وفَّر لهم المشرفون على قطاع النقل العام في سنغافورة أماكن إقامة مؤقتة في عدة فنادق كي يتمكّن هؤلاء السائقون من تأدية عملهم أثناء العزل في ماليزيا. وأُلغيَت خدمات النقل بالحافلات بين سنغافورة وجوهر بهرو. وأثار إعلان أمر تقييد الحركة بعض القلق بين السكان في سنغافورة بخصوص إمدادات الطعام التي يأتي جزء أساسي منها من ماليزيا. وبدأت حالةٌ من الهلع الشرائي في سنغافورة عندما قام السكان بالاندفاع نحو المتاجر لشراء وتخزين المواد الأساسية، مما اضطر الوزراء ورئيس الوزراء السنغافوري إلى التأكيد على أن السلع لن تنقص في أنحاء البلاد، وأن نقل البضائع سيبقى مستمرًا بين البلدين. وبعد لحظات من إعلان تقييد الحركة في ماليزيا، توقفت العديد من السفارات في ماليزيا -مثل الأمريكية والفرنسية- عن إعطاء تأشيرات السفر إلى بلادها لمنع نقل الفيروس خارج ماليزيا، كما منعت السلطات الهندية المواطنين الماليزيين في الهند من العودة إلى بلادهم. وبدأ التايلانديون بالخروج من ماليزيا بأعداد كبيرة، بينما حضّرت الجالية الإندونيسية الكبيرة المقيمة في ماليزيا نفسها لأمر مماثل حسبَ ما صرّحت به سفارتهم. وهناك سفارات أخرى لم تتخذ الإجراءات بعد، إنما تراقب الأوضاع في ظل أمر تقييد الحركة وتنتظر الأوامر من حكومات بلادها أو من الحكومة الماليزيّة.
وخفَّض المشرفون على خدمة الباص السريع في ماليزيا عدد الرحلات لجميع الحافلات ابتداءًا من 20 مارس؛ ذلك بسبب الانخفاض الكبير لأعداد المسافرين تحت أمر تقييد الحركة، وكذلك لمنع انتقال العدوى بين المسافرين والعاملين في قطاع النقل. كما دعا مشرفو الخدمةِ الناسَ للحجز والتخطيط لرحلاتهم في وقت مبكر لتسهيل تنظيم الحافلات وتقليل الازدحام. وأجرى المشرفون على خدمة العبَّارة السريعة تعديلًا على رحلاتهم أيضًا، وذلك من خلال تقليل عدد العبَّارات التي تعمل كل يوم إلى اثنتين فقط ابتداءًا من 20 مارس. كما ستتغير نوبة العمل لكل عبَّارة لتصبح 30 دقيقة بدلًا من 20. وبعد الـ10 مساءًا، سيصبح عدد الرحلات في كل ساعة رحلة واحدة فقط. أما فيما يتعلق بموعد انطلاق آخر رحلة، فسيعتمد ذلك على وقت وصول آخر حافلة إلى محطة بينانغ.

## قراءة إضافية
- "Soalan Lazim Perintah Kawalan Pergerakan 18–31 Mac 2020" [Frequently Asked Questions of Movement Control Order 18–31 March 2020] (PDF). Country Safety Council (بالملايوية). 17 Mar 2020. Archived from the original (PDF) on 2020-03-18. Retrieved 2020-03-17.

## روابط خارجية
- الرسالة الخاصة لرئيس الوزراء الماليزي حول كوفيد 19 (16 مارس 2020) (باللغة الإنجليزية)
- Perutusan Khas YAB Perdana Menteri Mengenai Covid-19 (16 Mac 2020) (بلغة الملايو)